# چلکاکوو
چلکاکوو (انگلیسی: Chelkakovo) یک شهرک در شهرستان بورایفسکی باشقیرستان کشور روسیه است.